# ویرجینیا آپگار
ویرجینیا آپگار(انگلیسی: Virginia Apgar؛ ۷ ژوئن ۱۹۰۹ – ۷ اوت ۱۹۷۴) یک متخصص بیهوشی زایمان ارمنی‌تبار اهل ایالات متحده آمریکا بود که بیشتر به عنوان مخترع نمره آپگار شناخته می‌شود. نمره آپگار راهی برای ارزیابی سریع سلامت نوزاد به دنیا آمده پس از تولد است. تست آپگار که در یک دقیقه و پنج دقیقه پس از تولد انجام می‌شود، تنفس، رنگ پوست، رفلکس‌ها، حرکت و ضربان قلب کودک را اندازه‌گیری می‌کند.
او احتمالاً بیش از هر پزشک دیگری برای رفع مشکل نقص مادرزادی کودکان تلاش کرده است. او پیشرو در زمینه‌های بیهوشی و تراتولوژی بود و ملاحظات مامایی را به رشته تثبیت شده نوزادان معرفی کرد.

## دوران زندگی و تحصیل
آپگار که کوچک‌ترین فرزند است، در یک خانواده در وستفیلد نیوجرسی، به همراه پدر و مادر و دو فرزند دیگر زندگی می‌کرد. ویرجینیا دختر هلن می (کلارک) و چارلز اموری آپگار بود. پدرش یک مدیر بازرگانی و ستاره‌شناس آماتور بود. او در سال ۱۹۲۵ از دبیرستان وستفیلد فارغ‌التحصیل شد و از همان ابتدا می‌دانست که می‌خواهد پزشک شود.

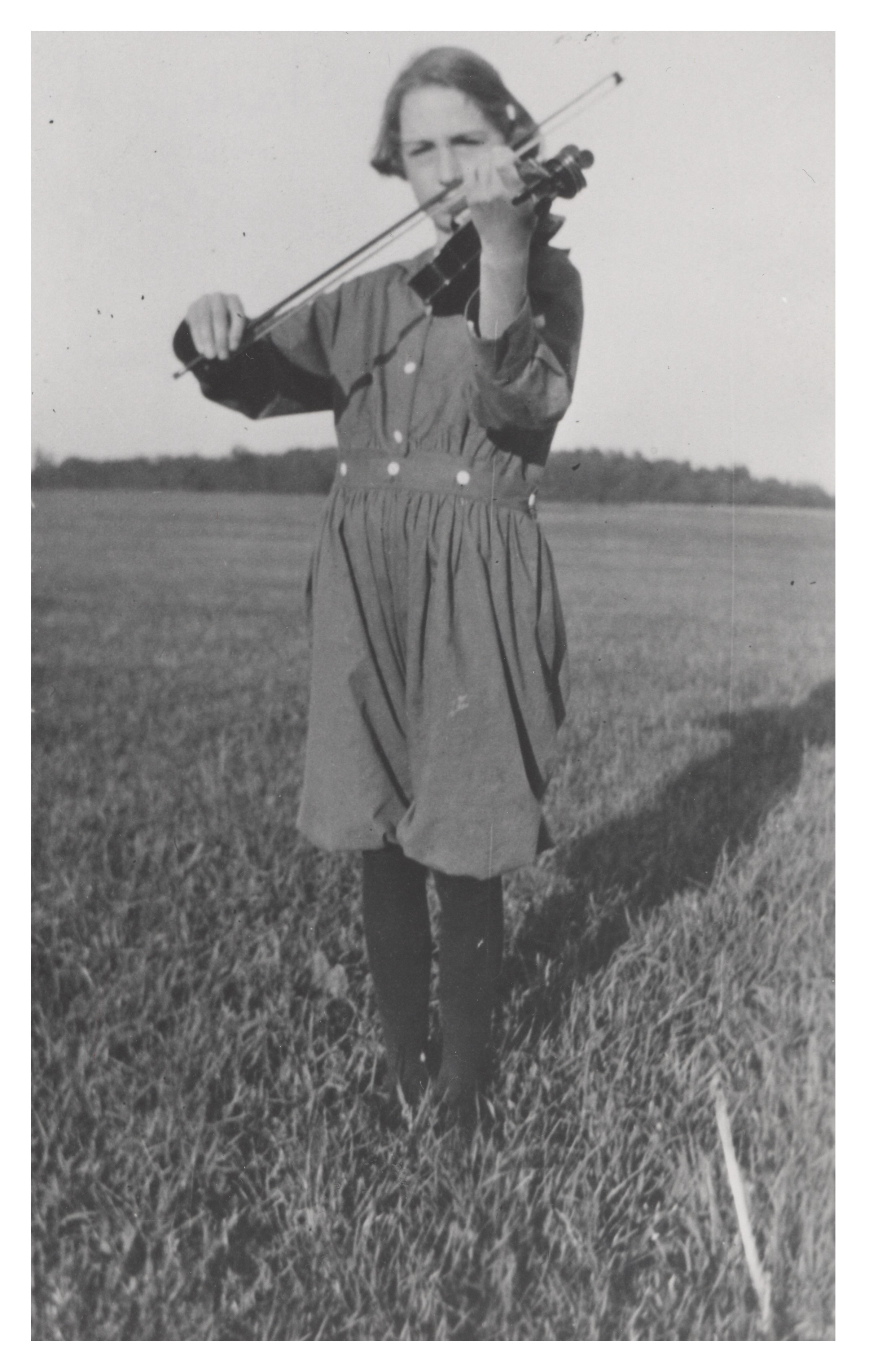
ویرجینیا آپگار در سال ۱۹۲۰

آپگار در سال ۱۹۲۹ از کالج مانت هولیوک فارغ‌التحصیل شد و در سال ۱۹۳۳ موفق به اخذ مدرک ازکالج پزشکان و جراحان دانشگاه کلمبیا شد. او تصمیم گرفت به حرفه خود در بیهوشی ادامه دهد، سپس به مدت شش ماه زیر نظر رالف واترز در دانشگاه ویسکانسین-مدیسون، جایی که او اولین بخش بیهوشی را در ایالات متحده تأسیس کرده بود، آموزش دید.